# Hrabství Kildare
Hrabství Kildare (irsky Contae Chill Dara, anglicky County Kildare) je irské hrabství, nacházející se na východě země v bývalé provincii Leinster. Sousedí s hrabstvím Meath na severu, s hrabstvími Dublin a Wicklow na východě, s hrabstvím Carlow na jihu a s hrabstvími Laois a Offaly na západě.
Hlavním městem hrabství je Naas. Hrabství má rozlohu 1693 km² a žije v něm přibližně 222 tisíc obyvatel.
Dvoupísmenná zkratka hrabství, používaná zejména na SPZ, je KE.
Mezi zajímavá místa hrabství patří například rašeliniště Bog of Allen či město Kildare.